# József Háda
József Háda (2 de março de 1911 - 11 de janeiro de 1994) foi um futebolista e treinador húngaro. 

## Carreira
József Háda fez parte do elenco da Seleção Húngara de Futebol das Copas do Mundo de 1934 e 1938. Ele fez apenas uma partida em 1934, e outra em 1938.
Foi treinador e treinou a Seleção Sudanesa de futebol na década de 50.

## Ligações Externas
- Perfil em Fifa.com (em inglês)